# Bodianus rubrisos
Bodianus rubrisos Gomon, 2006 è un pesce di acqua salata appartenente alla famiglia Labridae.

## Distribuzione e habitat
Proviene dall'oceano Pacifico occidentale, in particolare da Bali, Giappone, Indonesia e Taiwan. Nuota tra 50 e 70 m di profondità.

## Descrizione
Presenta un corpo abbastanza compresso lateralmente, che, pur non essendo particolarmente allungato, ha una testa dal profilo appuntito e lungo, tratto tipico di molte specie appartenenti al genere Bodianus. La lunghezza massima registrata è di 20,2 cm, anche se potrebbe raggiungere i 30. 
La colorazione è bianca sul ventre e rossa con macchie più accese sul dorso. La pinna caudale ha il margine dritto ed è rossa come la pinna dorsale. Le pinne pelviche e la pinna anale, abbastanza corta, sono bianche o vagamente giallastre.

## Riproduzione
È oviparo e la fecondazione è esterna. Non ci sono cure nei confronti delle uova.

## Conservazione
Questa specie viene classificata come "dati insufficienti" (DD) dalla lista rossa IUCN perché non sembra essere in pericolo, ma la sua biologia è ancora troppo poco conosciuta per poter individuate potenziali minacce.